# Aragón TV
Aragón TV (previamente conocida como Aragón Televisión) es un canal de televisión en abierto autonómico español, y el canal principal de la televisión pública aragonesa. Es propiedad de la Televisión Autonómica de Aragón, la cual también es administrada por la Corporación Aragonesa de Radio y Televisión (en adelante, CARTV), ente público de radio y televisión de la comunidad autónoma de Aragón.
Tras dos décadas de debate político y proyectos fallidos, la cadena inició oficialmente sus emisiones el 21 de abril de 2006 bajo la dirección de Pepe Quílez, el cual, desempeñó su cargo hasta el 2 de octubre de 2017. Le sustituyó en el cargo Carmen Ruiz hasta diciembre de 2020. La periodista María de Miguel es en la actualidad la directora de la Televisión Autonómica de Aragón. 
Miembro de la Federación de Organismos de Radio y Televisión Autonómicos (FORTA), Aragón TV ha experimentado un crecimiento sostenido y continuado año tras año desde su nacimiento, situándose como una de las cadenas autonómicas con mayor cuota de pantalla, superando incluso a otros entes de "primera generación".

## Historia

### Primeros pasos
El largo y complejo proceso de creación y puesta en marcha de la televisión autonómica en Aragón es, probablemente, uno de los más singulares de cuantos se conocen. Al mismo tiempo, su debate generó una de las etapas de mayor crispación que se recuerdan en la política aragonesa.
Paradójicamente, Aragón fue una de las primeras comunidades en contar con legislación relativa a la famosa “Ley del Tercer Canal” (1983). Sin embargo, la falta de consenso y el escaso interés por aquel entonces hizo que el proyecto quedara a un lado.
En 1987 se lleva a cabo lo que para muchos sería el empujón definitivo que sacaría adelante el proyecto, redactando y creando la Ley 8/1987 de 15 de abril de creación, organización y control parlamentario de la CARTV. Tras continuas disputas entre grupos parlamentarios y tras un recurso de inconstitucionalidad presentado por el Gobierno Central contra la mencionada ley (dejándolo el Tribunal Constitucional sin efecto poco después), las Cortes de Aragón no dieron luz verde al proyecto hasta 1990. El ejecutivo procedió entonces al registro de los términos “Tele Aragón” y “Aragón Televisión” (en los años ochenta, llegó a denominarse en ocasiones como “TVA3”, en relación con el tercer canal tras “TVE-1” y “TVE-2”).

### Construcción de la sede, controversias y paralización del proyecto
En 1991, el Gobierno de Aragón decide ubicar las futuras instalaciones de la televisión autonómica en el barrio zaragozano del Actur, dentro de un terreno propiedad del Ejecutivo de aproximadamente 10.200 metros cuadrados. El 29 de mayo de 1992, las obras y construcción del Centro de Producción Audiovisual (en adelante, CPA) son adjudicadas a Dragados por un importe de 990.184.531 pesetas. Sin embargo, a pesar de iniciarse la construcción de la mencionada infraestructura, se mantuvo la tónica de los últimos tiempos: los desacuerdos y la falta de consenso a la hora de constituir el Consejo de Administración del ente público provocaron la paralización del proyecto y que el nuevo edificio permaneciera cerrado una vez quedara finalizado y listo para su uso.
Con el nuevo edificio todavía sin estrenar y con el proyecto de televisión autonómica estancado, urgía por parte del Ejecutivo darle uso al CPA, dada la inversión desembolsada para su construcción. En julio de 1993, el Gobierno de Aragón alcanza un acuerdo sin precedentes con Antena 3 (dirigida entonces por Manuel Campo Vidal) por el que la cadena privada cedería 3 horas diarias de su parrilla con el objeto de emitir programas exclusivos para Aragón. El convenio recogía la emisión de más de 800 horas de programación (entre las 14:00 y 15:00 y entre las 19:30 y 21:30) a cambio del pago de 1300 millones de pesetas por parte del ejecutivo aragonés. No obstante, la falta de control sobre dichas emisiones así como las continuas críticas y sospechas de irregularidades en la firma del convenio, desembocaron en la suspensión cautelar del acuerdo por parte del TSJA y en la presentación de una moción de censura contra Emilio Eiroa, presidente de la comunidad en aquel instante.
Las palabras del entonces director de RTVE, Jordi García Candau (manifestando su ofrecimiento al Gobierno de Aragón de ampliar el número de horas en la desconexión de TVE para Aragón a un precio inferior al acordado con Antena 3) caldearon todavía más el ambiente. En octubre del aquel año, con José Marco como nuevo presidente tras prosperar la moción de censura, el Gobierno decide suspender el compromiso suscrito con Antena 3.
A lo largo de 1994, el Gobierno de Aragón informó en numerosas ocasiones sobre las conversaciones con RTVE y el interés del Ejecutivo sobre una posible regionalización de TVE-2, hecho que nunca llegaría a concretarse.
Tras la elaboración de numerosos estudios sobre la viabilidad del CPA, sería en 1996 cuando se le comenzara a dar uso, adjudicando a través de concurso público la explotación de las instalaciones. Solo dos sociedades pujaron en el mencionado concurso: Grupo Cóndor y Grupo Rey (Antena Aragón), adjudicándose la explotación del centro este último. Con ello se puso fin, al menos temporalmente, a una de las etapas políticas más convulsas de las vividas en las últimas décadas en Aragón.

### Reanudación del proyecto
Con la llegada del nuevo siglo, en 2003, tras años de idas y venidas, aplazamientos, suspensiones, proyectos truncados, y tras celebrarse unas nuevas elecciones autonómicas, el Gobierno socialista de Marcelino Iglesias muestra su voluntad de negociar con el resto de formaciones la puesta en marcha, de forma definitiva, de una televisión autonómica con capital público.
Una de las primeras medidas tomadas previamente a la negociación y debate de la creación de la televisión autonómica fue la de ampliar el número de miembros del futuro Consejo de Administración de CARTV, intentando permitir a todas las formaciones presentes en la cámara contar con representación en la misma. Todo ello con el objetivo de facilitar el consenso y evitar que el proyecto volviera a quedar bloqueado.
Sería a finales del mismo año 2003 cuando José Ángel Biel, Vicepresidente del Gobierno de Aragón, como parte del largo proceso que aún debía superarse, remitió formalmente al entonces Ministerio de Ciencia y Tecnología la solicitud de un canal de televisión a nivel regional para su explotación tanto en analógico como en digital. Por primera vez, la mayoría de formaciones mostraron su acuerdo en la necesidad de impulsar un ente público con tecnología digital, formado por sociedades públicas, aunque con la opción de establecer fórmulas que permitieran un modelo mixto con externalización de algunos contenidos.
A lo largo de 2004, el proceso de creación de la televisión autonómica se convierte en “prioritario”, y el Ejecutivo comienza a barajar abril de 2005 como posible fecha para el inicio de emisiones. Tras superar numerosos debates, mociones y contar con el apoyo de al menos dos terceras partes de la cámara, el plan sale adelante.
Una vez superada la “prueba de fuego” el 19 de junio se hace oficial a través del Boletín Oficial de Aragón (BOA) el nombramiento de los 19 miembros del Consejo de Administración de CARTV. Tras el verano, el 10 de septiembre el Consejo de Ministros celebrado en Madrid concede el “tercer canal”, clave para poner en marcha la televisión autonómica. El decreto que otorga la licencia entra en vigor el 26 de septiembre, momento de su publicación en el BOE. Durante el último cuatrimestre de 2004, el Gobierno Aragonés destina en los presupuestos a la televisión autonómica un total de 6 millones de euros (4,2 destinados a gastos de capital y 1,8 a gastos de explotación), montante que obviamente se iría complementando con más partidas conforme avanzara el desarrollo y puesta a punto del proyecto. Finalmente se decide apostar por un modelo basado en la externalización de los distintos contratos: informativos, contenidos y explotación.
Pasadas las Navidades, durante los primeros días de 2005 el Gobierno de Aragón aprueba el Decreto de creación de “Radio Autonómica Aragonesa, S.A.” y “Televisión Autonómica de Aragón, S.A.” siendo las que, junto a CARTV, llevarían las riendas del proceso desde ese mismo instante. Descartando abril como fecha de inicio de las emisiones de televisión, el ejecutivo pisa el acelerador para intentar inaugurar emisiones el 12 de octubre de ese mismo año, Día del Pilar.
Será también durante los primeros meses de 2005 cuando Jesús López Cabeza, director general de la Corporación, procediera a formar el equipo directivo del ente. Durante el mencionado año se elaboraron además diversos informes y análisis acerca de la viabilidad del proyecto, consumo de televisión en Aragón, forma de la programación del canal, funcionamiento de otras televisiones autonómicas, entre otros.
En julio se aprueba el presupuesto para el año 2005, el cual consta de 800.000 euros para la radio y de 12 millones para la televisión. Las fechas comienzan a concretarse, estableciéndose el inicio de Aragón Radio para El Pilar y el de Aragón Televisión para finales de año. Mientras, el ejecutivo última los pliegos para sacar a concurso la equipación y digitalización del CPA, el cual, según estimaciones iniciales rondaría los 6 millones de euros. El equipo técnico que fue adquirido en 1992 por el Gobierno aragonés debía ser renovado en su totalidad para adecuarse al proceso digital cuyo punto cumbre fue adelantado por el Gobierno Central a 2010.
A lo largo de aquel verano, se lleva a cabo la pertinente rescisión de contrato por la cual la sociedad privada Antena Aragón se ve obligada a desalojar las instalaciones del CPA, con el objetivo de iniciar cuanto antes la reforma de las instalaciones, tanto a nivel exterior como interior (cableado, equipamiento, etc.). Por otro lado, a mitad de julio arrancan los distintos procesos de selección de personal. El proceso avanzaba ya inevitablemente y la televisión iba tomando cuerpo.

### Puesta a punto del canal
- 25 de agosto de 2005: Adjudicación de las obras de adaptación y reforma de la sede de la televisión autonómica (Plazo de ejecución: 45 días. Presupuesto: 601.000 euros).
- 28 de agosto de 2005: una de las “patas” sobre las que se sustenta el proyecto echa a andar. Aragón Radio arranca sus emisiones en pruebas con una cobertura superior al 81%. e iniciando posteriormente sus emisiones oficiales (el 1 de octubre de ese año).
- 1 de septiembre de 2005: presentación de la identidad corporativa. Diseño y asesoramiento: Cubo Diseño S.L. (presupuesto destinado a tal fin: 39.850€).
- 16 de septiembre de 2005: Telefónica Servicios Audiovisuales (TSA) resulta adjudicataria para dotar de equipamiento técnico, digitalizar y explotar (durante 5 años) la futura sede central de Aragón Televisión en Zaragoza así como los centros de Huesca y Teruel. Tras analizar otras ofertas (Siemens, Mediapro, etc.) se escoge la oferta de TSA a razón de 31,7 millones de euros y un plazo de ejecución de 4 meses.
- 5 de noviembre de 2005: La Corporación Aragonesa de Radio y Televisión (CARTV) adjudica a Chip Audiovisual (creada para la ocasión y participada por Heraldo de Aragón, Ibercaja, CAI y Prisa) los contenidos de Aragón Televisión por unos 20 millones de euros.
- 18 de noviembre de 2005: CARTV adjudica a Mediapro los informativos de la cadena hasta noviembre de 2007. Por otro lado, el ente destina unos 8,5 millones de euros a Retevisión S.A, el cual se encargaría del suministro de los servicios, infraestructura y equipos necesarios para la prestación del servicio de distribución y difusión de las señales de los canales autonómicos de radio y televisión.

### Emisiones en pruebas
- 1 de diciembre de 2005: Carta de ajuste en analógico.
- 22 de diciembre de 2005: sustitución de la carta de ajuste por las primeras imágenes en movimiento, mostrando distintos rincones de la comunidad (pueblos, naturaleza, patrimonio, etc.)
- 4 de enero de 2006: Aragón Televisión comienza a emitir su señal en digital a través de la TDT (canal 57 en Huesca, 63 en Zaragoza y 62 en Teruel).
- Enero de 2006: Pese a no haber iniciado emisiones todavía, Aragón Televisión ofrece por primera vez la señal institucional de un evento a todos los demás medios con motivo del juicio por el accidente aéreo del Yak 42. La autonómica aragonesa produce la señal para el resto de medios, continuando mientras en su señal analógica y digital con el periodo de pruebas.
- 25 de febrero de 2006: la cadena realiza la primera retransmisión en directo, emitiendo el partido de Liga de 1.ª División entre el Real Zaragoza y el FC Barcelona. Tras la retransmisión, la cadena vuelve al bucle de pruebas.
- 5 de marzo de 2006: desde esa fecha, la televisión autonómica comienza a emitir una película diaria en horario nocturno, volviendo al bucle de pruebas una vez finalizada la cinta. Igualmente, desde esa fecha, La 2 deja de emitir en Aragón el partido de Liga de los sábados, asumiendo desde ese momento dicha función la televisión aragonesa.

A lo largo del mes y hasta su puesta a punto el 21 de abril, la cadena emite diversos especiales, como miniseries, programas con motivo de la final de la Copa del Rey o la retransmisión del FC Barcelona - Real Madrid de Liga, así como retransmisiones de Semana Santa y distintas galas.

### Emisión inaugural y primeros años
- Viernes, 21 de abril de 2006: dos días antes del Día de Aragón, arrancan las emisiones oficiales de Aragón Televisión a las 16 h con una duración de 8 horas aproximadamente. La señal alcanza al 97 % del territorio.
- La parrilla para aquella primera emisión contaba con la serie Lassie, a la que le acompañó la película El hijo de Montecristo, Aragón en abierto, La Máscara, Xena: la princesa guerrera, Los Castillos de Aragón en dibujos animados (Brichus), Aragón Noticias, la gala de presentación del canal y la película El pianista.
- La plantilla en aquel momento se compone de unas 350 personas: 64 trabajadores propios de Aragón Televisión, 110 de Chip Audiovisual, 98 de Telefónica Servicios Audiovisuales y 80 miembros de Mediapro. La mayoría de ellos se ubican en el CPA, sede central de la cadena hasta el día de hoy.
- Miércoles 10 de mayo de 2006: Aragón Televisión amplía su franja de emisión a 19 horas: de 7:30h a 02:00 aproximadamente.
- 11 de septiembre de 2006: Aragón Televisión pasa a emitir finalmente durante las 24 horas del día.

Durante los primeros meses de andadura fueron apareciendo de forma gradual los distintos espacios que conformarían la parrilla inicial de la cadena: el contenedor infantil Zagales, espacios culturales (Clic!, Borradores, Bobinas, El reservado, Tecnópolis, Tempero, Nos vemos en la plaza Mayor), programas de entretenimiento (Tres eran tres, Vaya comunidad), corazón (Bulevar) o zapping' (La parabólica). Complementaban la oferta un amplio abanico de series (la mayoría contando con varios pases en televisión: Lassie, La Máscara, Xena: la princesa guerrera, Walker, Texas Ranger, Doctor en Alaska, Se ha escrito un crimen, etc.) y títulos cinematográficos procedentes del continente estadounidense, así como festejos taurinos, retransmisiones y programas deportivos (La jornada, Agenda deportiva, Directo fútbol) y numerosos especiales.
Junto a ello, los espacios informativos, eje vertebral de la cadena. A la segunda edición de Aragón Noticias (20:30) se le sumaría posteriormente la primera (14:00) y tercera edición (0:00), así como el espacio matinal Buenos días Aragón. Con el paso del tiempo, la producción propia ganaría terreno en la parrilla del canal en detrimento de la ficción, ocupando Aragón en abierto la franja de tarde. Sin ir más lejos irrumpió en las mañanas de la cadena con el objeto de recorrer toda la geografía aragonesa y debatir la crónica social de la comunidad.
En 2007, primer año completo de emisiones, la televisión autonómica comienza a hacerse hueco en un mercado televisivo cada vez más complejo y que va en aumento. El 10 de mayo el canal da el salto al satélite de la mano de Aragón Sat, expandiendo su difusión a todo el continente europeo. 2007 fue testigo también de la firma por parte de Aragón TV de diversos patrocinios deportivos con distintos clubes y entidades de la comunidad.
Especialmente llamativo fue el acuerdo alcanzado con el Real Zaragoza y Mediapro, por el cual CARTV desembolsó aproximadamente 12 millones de euros a cambio del patrocinio y cesión de espacios publicitarios en el estadio, así como derechos de emisión de un cupo determinado de partidos disputados por el equipo maño. Los mencionados acuerdos de patrocinio deportivo rubricados en este y sucesivos periodos se tradujo en un aumento considerable de la deuda de la corporación en un corto periodo de tiempo, llegando a alcanzar aproximadamente los 20 millones de euros. Para fortuna del ente, CARTV atajó el problema a tiempo, suprimiendo posteriormente todo acuerdo de patrocinio deportivo y refinanciando la deuda generada en ese periodo a 10 años.

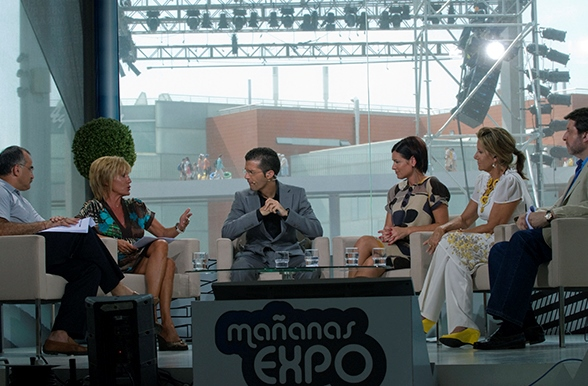

Sin duda, 2008 se convirtió en uno de los años clave en la corta historia de la cadena. La consolidación de su parrilla llegó de la mano de la celebración de la Exposición Internacional de Zaragoza, evento para el que Aragón TV aportó un despliegue técnico y humano nunca visto hasta entonces en la comunidad. Gracias al acuerdo alcanzado con Expoagua, la cadena (que contó con un set permanente en el recinto) emitió a lo largo de los tres meses de duración de la muestra más de 500 horas de programación. Pese a no producir la señal institucional de las dos principales ceremonias (Expoagua adjudicó dicha función a VSat), Aragón TV aportó más de cuarenta profesionales y quince cámaras (una de ellas ubicada en helicóptero). Durante la muestra, el ente produjo numerosos documentales y espacios relacionados con el evento (todos ellos realizados en alta definición), siendo también el encargado de suministrar a FORTA imágenes y resúmenes diarios de la muestra. Durante el transcurso de la exposición, Aragón TV lanzó de manera definitiva para toda la comunidad la señal del canal en alta definición, el cual hasta entonces se había limitado a emitir en pruebas en momentos puntuales.

### Restylingy migración al formato panorámico
De un modo u otro, 2009 podría considerarse como el punto de partida de la segunda etapa de Aragón TV. El 18 de marzo, el programa Plano corto (elaborado por los servicios informativos de la cadena) se convirtió en el primer programa emitido en formato panorámico o 16:9. Durante los meses posteriores numerosos espacios adoptarían el nuevo formato de imagen (siendo siempre señalizado en la esquina superior de la pantalla) hasta que en el mes de julio, con motivo del apagón analógico en gran parte de la comunidad, la cadena migró completamente de formato (incluyendo continuidad, publicidad, y resto de espacios). obligándose a su vez a renovar su imagen gráfica tanto en su continuidad (cortinillas, promos, mosca) como en informativos y otros muchos programas, pasando a ser el naranja el color predominante. Poco después, en el mes de agosto, arrancaría en Aragón TV la emisión de la UEFA Champions League, tanto en formato estándar como en alta definición (FORTA adquirió los derechos para la emisión del mejor partido del miércoles durante tres temporadas).
2010 fue un año señalado por el cese de emisiones de Aragón Sat (quedando disponibles los espacios de la cadena a través de internet) y la estricta ejecución presupuestaria. El año 2011 llegó marcado por el quinto aniversario de la cadena, celebrado con la emisión de reportajes y numerosas promos con las principales caras de Aragón TV como protagonistas. Aprovechando los cinco años de vida, la cadena estrenó Aragón TV a la Carta, con los contenidos del canal on demand. También, con motivo de la efeméride organizó y emitió el Concierto 3D5 (protagonizado por el grupo Violadores del Verso), convirtiéndose en el primer concierto del mundo en emitirse en directo en formato estereoscópico o 3D. En noviembre, debido a la situación económica y la falta de recursos para realizar las pertinentes inversiones, CARTV anunció el cierre de Aragón 2 HD y la sustitución de este por una nueva ventana que emitiría la programación de Aragón TV una hora más tarde. Muchos de los expertos en el sector mostraron su rechazo a la medida. Finalmente, por motivos que se desconocen (no hubo comunicación oficial alguna), el ente aragonés reculó y optó por mantener las emisiones en alta definición. La cadena cerró el año alcanzado una cuota de pantalla anual que, por primera vez en su historia, alcanzaba las dos cifras.

### Época dorada del canal

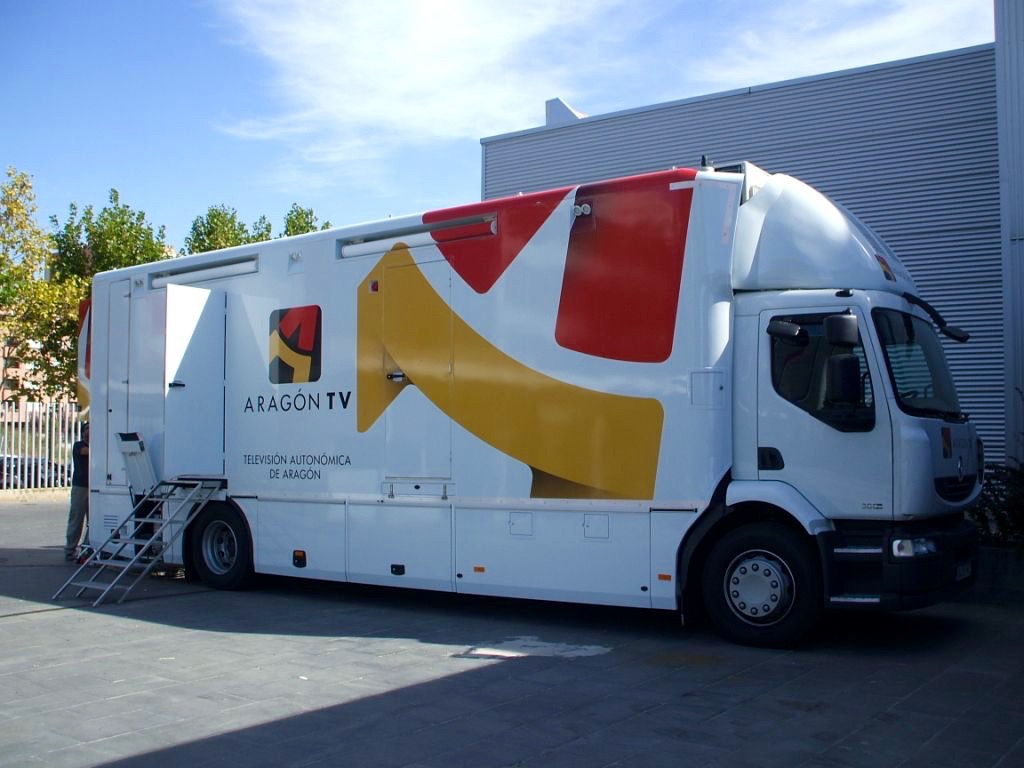
Unidad móvil en alta definición que la cadena posee para realizar sus retransmisiones.

La tendencia alcista y de crecimiento continuaría durante 2012 y 2013, año en el que Aragón TV batió todos los registros alcanzados hasta la fecha. Por primera vez en su historia, la cadena se alzó como televisión autonómica más vista en los meses de agosto y octubre (este último ostenta el récord del mes con mayor cuota de pantalla mensual: 13,7 %). Del mismo modo, 2013 continúa manteniéndose en la actualidad como el mejor año de la cadena en términos de audiencia, al promediar una cuota anual de pantalla del 11,5 %. Con motivo de su séptimo aniversario, la cadena aprovechó de nuevo para renovar su continuidad y la imagen de informativos (manteniendo, en esencia, el mismo plató estrenado en 2009), así como la de varios programas. Durante el mismo año, Aragón TV alcanzó un acuerdo con Euronews por el cual el ente público aragonés inició la emisión de bloques de noticias del canal paneuropeo en distintos horarios de su parrilla. El convenio permite también desde entonces a Aragón TV acceder a la amplia red de corresponsales gestionada por Euronews.
En un mercado con una competencia cada vez más feroz, con una TDT fluctuando constantemente (dividendo digital y resintonizaciones de por medio) y con un panorama de televisiones públicas en España poco alentador, se requiere el doble de esfuerzo para alcanzar o superar registros alcanzados en periodos anteriores. En cuanto a la televisión autonómica aragonesa, la tendencia al alza mencionada anteriormente tuvo su punto de inflexión en el verano de 2014. Desde entonces, y durante los tres años siguientes, las audiencias de Aragón TV experimentaron un periodo de estancamiento y cierto desgaste que contrasta con el crecimiento mantenido durante sus primeros ocho años de existencia.
En 2015, dos hechos marcaron la actividad del canal. En mayo, el ente estrenaba una nueva web, más visual, simple y accesible. Con ello daba carpetazo al anticuado portal que permanecía inalterado desde el nacimiento del canal. Meses después, y fruto de un acuerdo con Movistar+, los contenidos de Aragón TV volvían a estar disponibles a través del satélite gracias a la señal de Aragón TV Internacional, el cual conforma un duplicado del canal convencional al que se le inserta bloques informativos de Euronews en contenidos cuyos derechos de emisión están limitados al territorio aragonés.

#### Décimo aniversario
El 21 de abril de 2016, Aragón TV cumplía diez años exactos de emisiones ininterrumpidas. Con motivo de la efeméride, numerosos rostros de la política y otros medios, así como representantes de la cadena se dieron cita en el acto celebrado en el auditorio ubicado en las instalaciones del ente. En él la corporación dio a conocer las principales conclusiones del estudio elaborado por Smartpoint y Barlovento Comunicación sobre el impacto social y económico que la cadena ha ejercido hasta el momento en la comunidad aragonesa. Se resumen a continuación las principales conclusiones extraídas del mencionado estudio (los datos desglosados son fecha abril de 2016):
- Aragón TV se erige como la cadena más eficiente de España, manteniendo el mejor ratio entre coste económico y audiencia.
- La cadena se mantiene como tercera televisión más vista del mercado aragonés entre una oferta formada por más de treinta canales. A su vez, es también la segunda mejor cadena autonómica y sus informativos son líderes del país.
- Desde 2011 la televisión autonómica aragonesa se mantiene por encima del 10 % de cuota.
- La aportación de recursos públicos se ha reducido un 10 % desde 2012. De cada 100 euros que el Ejecutivo destina a los Presupuestos Generales, solo 84 céntimos van destinados a la Corporación Aragonesa de Radio y Televisión.
- Desde 2011, la ejecución presupuestaria de CARTV arroja superávit.
- El volumen de facturación del sector audiovisual aragonés ha aumentado un 162 % desde la puesta en marcha del ente.
- Por cada euro que se invierte en CARTV, se generan 1,9 € en la economía aragonesa.

Además del acto conmemorativo, una exposición de fotos con los mejores momentos de los últimos diez años presidió el hall de bienvenida de la sede. También, con motivo de la mencionada celebración la cadena renovó su línea gráfica y puso en marcha una campaña publicitaria en radio, televisión y prensa escrita.

### Migración al HD, nuevas plataformas y pandemia
Tras años contando con un segundo canal en alta definición emitiendo contenidos en bucle de producción propia y eventos de manera excepcional, el lunes 10 de abril de 2017 Aragón TV inició sus emisiones en este formato de su parrilla convencional: informativos, programas y resto de espacios. Para ello, la cadena actualizó y renovó previamente gran parte de su equipamiento técnico del centro de producción principal de Zaragoza.
El 26 de septiembre de 2017, más de diez años después, Pepe Quílez abandonó la dirección de la cadena para pasar a dirigir el centro territorial de RTVE en Aragón. Posteriormente, el ente iniciaría el proceso de selección para cubrir el puesto de Quílez.
El 11 de diciembre de ese mismo año, cumpliéndose treinta años de una de la mayores tragedias que sufrió Aragón en democracia, el atentado de ETA contra la casa cuartel de Zaragoza en donde fueron asesinadas once personas, Aragón TV realizó y emitió un telefilme sobre el brutal ataque terrorista: 11-D. Una mañana de invierno, convirtiéndose en la película más vista de la cadena, con un 19,1 % de cuota de pantalla.
Durante 2018, la cadena mantiene los índices de audiencia que viene registrando en los últimos años y repite por tercer año consecutivo como cuarta cadena más vista en el ámbito aragonés. Desde el 1 de noviembre del mencionado año, la dirección de la cadena recae sobre Carmen Ruiz, una vez concluido el proceso de concurrencia competitiva en el que se recibieron hasta 13 candidaturas.
El 1 de enero de 2019 la cadena emitió en el prime time de Año Nuevo El viaje, un programa de más de cuatro horas ininterrumpidas en el cual se mostraba un viaje en tren desde Zaragoza hasta Canfranc, convirtiéndose en uno de los primeros programas del formato denominado slow TV emitidos en España. El espacio, que logró una audiencia del 6,7%, generó gran repercusión tanto a nivel autonómico como a nivel nacional, siendo reconocido posteriormente por los Premios Iris de la Academia (mejor programa autonómico) y con el Premio Pello Sarasola.
El 5 de mayo de ese mismo año, Aragón TV marca un nuevo hito en la historia del ente al estrenar Charrín charrán, el primer programa en lengua aragonesa. El programa cuenta con distintos espacios y permite la opción de seguirlo en castellano mediante subtítulos.
Durante 2019 se culmina el proyecto de Aragón Deporte, mediante el cual la cadena unifica toda la información deportiva bajo esa marca. CARTV desarrolla una plataforma digital con web y aplicación propia que ofrece una amplia oferta de retransmisiones en streaming de todas las disciplinas deportivas representadas por equipos de la comunidad, así como información y seguimiento a los principales clubes de Aragón. Con ello, y con la puesta en marcha también de Aragón Cultura, la cadena da salida a muchas retransmisiones que no tienen cabida en la emisión lineal e inicia una nueva era con el objetivo de fidelizar a otros segmentos y acercar el ente a una población más joven. La cadena finaliza el año incrementando su cuota media anual en cinco décimas, poniendo fin así a cuatro años seguidos de descenso de los índices de audiencia.
El 20 de febrero de 2020 se inicia la emisión de la primera serie de ficción realizada por Aragón TV: El último show, protagonizada por Miguel Ángel Tirado (más conocido como "Marianico el corto") y dirigida por el director y guionista zaragozano Álex Rodrigo (Vis a Vis o La casa de papel). El estreno seduce al 23,1% de la audiencia, convirtiéndose en el contenido más visto de Aragón TV desde 2017, sólo superado por Informativos o especiales de las Fiestas del Pilar. La serie recibe elogios por parte de la crítica y, el 17 de abril (un día después de la emisión del último capítulo en Aragón TV) se incorpora al catálogo de HBO España.

#### Efectos del COVID-19
Como consecuencia del estado de alarma decretado en España el 14 de marzo de 2020 por la pandemia del COVID-19, Aragón TV, al igual que el resto de medios de comunicación, experimenta una situación sin precedentes. La cadena se ve obligada a modificar gran parte de su parrilla durante los meses de marzo, abril y mayo, marcados por el cierre de centros educativos y el confinamiento de la población. El ente paraliza la grabación de la práctica totalidad de sus espacios, y los directos se reducen a los espacios informativos.
Durante ese periodo, Aragón TV suspende la emisión de Aragón en Abierto (espacio que se venía emitiendo de manera ininterrumpida desde la creación del canal en 2006), y nutre su parrilla con redifusiones de sus programas habituales, ficción y nuevos espacios que suponen un reto para la cadena, al ser muchos de ellos producidos en los propios hogares de los trabajadores del canal mediante la fórmula del teletrabajo y mediante videollamada. Es el caso de los programas "Héroes", "Jaus Party" o "Queridos Yayos".
Por otro lado, con motivo de la suspensión de las clases y el confinamiento de los escolares, Aragón TV programa en sus mañanas series de animación clásicas, como Érase una vez..., La abeja Maya, La vuelta al mundo de Willy Fog, David en Gnomo,  entre otras. Para sorpresa de la cadena, las series suscitan un gran interés tanto en el target infantil como adulto. Muestra de ello es la emisión del primer capítulo de Érase una vez..., el cual alcanzó más de un 12% de cuota. La serie promedió un 7,5% de cuota de pantalla durante su emisión. Tal fue la acogida, que la cadena mantiene en emisión muchas de éstas series en la franja matinal del fin de semana.
En septiembre de 2020, y tras años relegando la franja matinal a un segundo plano, la cadena estrena Aquí y Ahora, un nuevo magacín que aborda la actualidad diaria, centrándose especialmente en las tres provincias aragonesas. El espacio, con una duración inicial de hora y media, ha ido consolidándose en las mañanas de Aragón TV y, consecuentemente, ampliando su duración, permitiendo liderar su franja en numerosas ocasiones.

### Aragón TV en la actualidad
En marzo de 2021, tras los primeros pasos de estabilización de la pandemia, nace el medio digital Aragón Noticias, integrado dentro de la web de CARTV al igual que Aragón Deporte. La plataforma une los equipos de Aragón TV y Aragón Radio y su estrategia se basa en cuatro pilares: web, app, streaming y redes sociales. Aragón Cultura y Aragón Sostenible completan la oferta de contenidos de la Corporación en internet.
Dos hechos marcaron el inicio de 2022: el estreno del nuevo plató de informativos tras permanecer inalterable durante casi 13 años y el nacimiento de Aragón Radio Pódcast. El nuevo decorado, presidido por una pantalla led de 18 metros de longitud, se ubicó de forma provisional en el plató 2 de CPP mientras, en paralelo, se adecua el estudio que albergaba hasta este momento el decorado y la redacción de Aragón Noticias, el cual se vio afectado por la rotura de una de las vigas de la cubierta del edificio. El ente aprovechó esta incidencia para, tras acometer las pertinentes obras, renovar por completo el estudio y dotarlo de tecnología puntera, destinándolo a albergar el nuevo plató de informativos estrenado a inicios de año, siendo ésta su ubicación definitiva.
2022 finalizó con el estreno de nuevos espacios como Conexión Aragón o Basura o Tesoro, la despedida de espacios míticos como Aragón en Abierto y La Jornada, así como la confirmación de la buena salud de la que goza el canal en términos de audiencia, al anotar un 10,6% de media anual (situándose en segunda posición tanto a nivel FORTA como en el ámbito aragonés, por delante de Telecinco y La 1), tras un crecimiento sostenido y continuado desde 2019. Además, el 12 de octubre del mencionado año, Aragón TV marca un nuevo hito al registrar un porcentaje de audiencia medio diario del 31,5%, máximo histórico.

## Imagen corporativa y línea gráfica

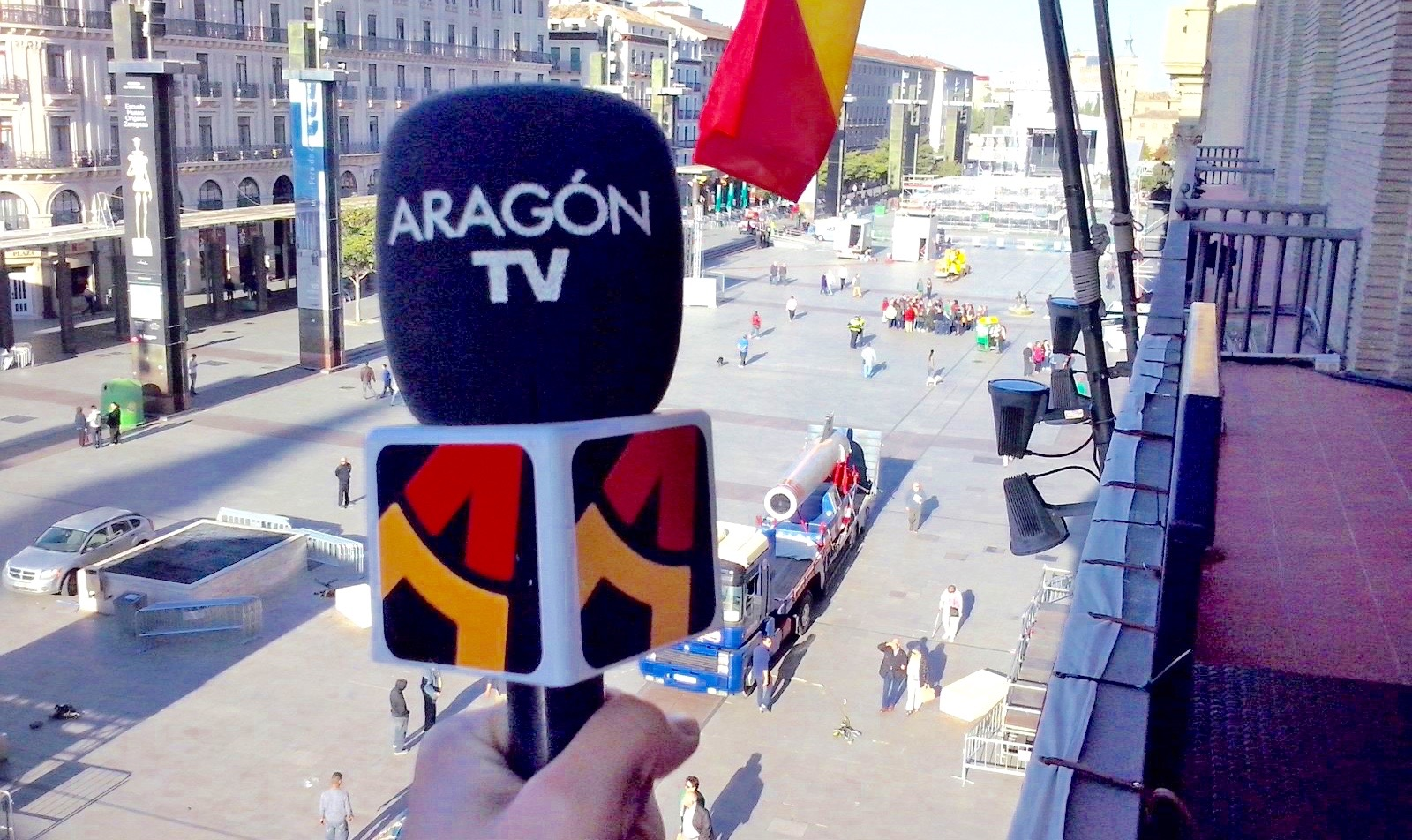
Micrófono de Aragón TV

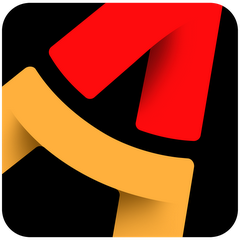
Logo de 2013 a 2016

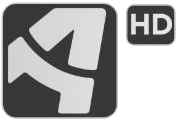
Actual mosca de la cadena con identificativo HD

Pese a haber sido retocada hasta en cuatro ocasiones, en esencia, la imagen corporativa de Aragón TV ha permanecido invariable desde el nacimiento de la cadena. Creado a finales de 2005 por el estudio aragonés Cubo Diseño, el logotipo del canal se compone de una “A” inclinada de color rojo y amarillo (colores de la bandera aragonesa) sobre fondo negro. La famosa “A” (ubicada en el interior de un cuadrado) se divide en dos cuerpos, pudiendo observarse una sonrisa en el centro y una antena en la parte superior. A partir de ello, Entropy Studio creó y desarrolló el "sinfín" que pudo observarse en pantalla durante el periodo de pruebas.

### 2006-2009
Como se ha mencionado anteriormente, la cadena inició su andadura denominándose Aragón Televisión. Zeligstudio, empresa especializada en creación y desarrollo de marcas perteneciente a Mediapro, fue la encargada de diseñar la primera línea gráfica y continuidad de la cadena, en la cual entre varios colores prevalecían el rojo y amarillo, colores de la bandera aragonesa.

### 2009-2013
En julio de 2009, la cadena aprovechó el apagón analógico anticipado en gran parte de la comunidad para migrar su formato de emisión, pasando del tradicional 4:3 al formato panorámico o 16:9, convirtiéndose en la primera televisión generalista del territorio español en llevar a cabo el mencionado salto tecnológico. Este hecho obligó al ente a renovar la mayoría de sus platós (entre ellos, el de informativos), así como a implementar en pantalla un nuevo diseño de continuidad. En la nueva línea gráfica se apostó por el blanco y naranja como colores básicos, formando formas geométricas cuadradas y otros elementos en tres dimensiones. El ente procedió también a retocar mínimamente el logo corporativo, constando simplemente del redondeo de las esquinas de este.
Unos meses después, a principios de 2010 aproximadamente, la corporación decide sustituir la denominación Aragón Televisión por Aragón TV, intentando con ello facilitar su identificación entre la sociedad aragonesa.

### 2013-2016
Con motivo del séptimo aniversario, en el mes de abril de 2013 la cadena apuesta nuevamente por una renovación de sus elementos de continuidad, adoptando elementos diagonales pero manteniendo el blanco y naranja como colores básicos. El logo vuelve a ser estilizado, en este caso añadiendo sombreado a varias partes de la "A" corporativa.

### 2016-2021
La nueva propuesta fue estrenada a lo largo del día en el que la cadena conmemoró sus 10 primeros años de emisiones. De un modo u otro, puede considerarse una evolución del anterior, a pesar de que los elementos diagonales dejan de ser prioritarios y puede apreciarse una paleta de colores más amplia.

### 2021-Actualidad
La cadena aprovechó la celebración del 15 aniversario de su nacimiento para renovar por completo la línea gráfica del canal, suponiendo un giro radical de la tendencia seguida hasta entonces al abandonar los recursos en 3D y relieves para apostar por elementos planos, fondos más limpios y efectos que ofrecen dinamismo y una imagen más cuidada. Todo ello sin abandonar los colores cálidos, predominantes desde su creación.

## Programación
La programación de Aragón TV es eminentemente generalista, para todos los públicos y formada por espacios que abarcan numerosos géneros. No obstante, tradicionalmente la cadena enfoca una parte importante de su parrilla a un segmento adulto y de mayor edad, acorde tanto con la audiencia como con la demografía aragonesa actual (es en estos grupos donde la cadena obtiene los mayores rendimientos).
Los informativos conforman el eje vertebral de la parrilla, convirtiéndose día tras día en el espacio más visto en la comunidad. Aragón TV cuenta con un informativo matinal (Buenos días) y con dos ediciones diarias: Aragón Noticias 1 (14:00) y Aragón Noticias 2 (20:30). Este último es redifundido pasada la medianoche en sustitución de Aragón Noticias 3 (suprimido tiempo atrás). La primera edición de Aragón Noticias se ha alzado en las últimas temporadas como el informativo con mayor cuota de pantalla de la televisión en España, superando habitualmente en 30% de cuota de pantalla.
Bajo el paraguas de los servicios informativos del canal son elaborados otros espacios de la parrilla como Objetivo (reportajes) o Aragón en Pleno (actualidad parlamentaria). Igualmente, la redacción de deportes mantiene la batuta de espacios como Nos gusta el fútbol, y Motormanía.
La programación diaria de Aragón TV se completa con varios Magazines (Aquí y ahora en la franja matinal, así como Esta es mi tierra y Conexión Aragón, sustituyendo al mítico Aragón en abierto en la franja de tarde), el concurso Atrápame si puedes y cine western (el cual lidera de lunes a viernes su franja de emisión). Durante el fin de semana varios espacios cuentan con un segundo pase. El prime time de la cadena se compone de programas, concursos y espacios de diversos géneros estrechamente ligados a la sociedad aragonesa, complementándose con cine y series de grandes majors.
Tal y como es habitual en cualquier cadena de televisión, la parrilla de la televisión autonómica aragonesa ha variado y modificado su estructura con el paso del tiempo. Un claro ejemplo de ello es la programación infantil. Debido al aumento y la proliferación de canales infantiles en abierto con contenido las 24 horas del día, la cadena optó por suprimirla, aunque fue recuperado tras la pandemia en la franja vespertina de los sábados y domingos. Otros programas siguen manteniéndose en la pantalla de los hogares aragoneses desde el nacimiento del canal, como es el caso de Tempero. Del mismo modo, año tras año, la cadena elabora coberturas especiales de las fiestas patronales de las tres capitales de provincia. Especialmente relevante es el despliegue efectuado con motivo de las fiestas de Zaragoza celebradas todos los meses de octubre, y en los que la cadena alcanza sus mejores datos anuales de audiencia.
Entre los espacios de mayor éxito de la cadena a lo largo de sus más de 10 años de emisiones cabe mencionar a Unidad móvil, Objetivo, Oregón TV, La vida sigue igual, Tempero, La magia de viajar, La repera, Aragoneses por el mundo, Aftersun, Dándolo todo jota, Los imperdibles, Pequeños pero no invisibles, La llave maestra, Se escribe con jota, Made in Aragón, Cazadores de setas, Chino chano, Bien dicho, El faro, Zarrios, En el fondo norte, La madriguera, La báscula, Atrápame si puedes o El Campo es nuestro, 

### Listado de programas
En el siguiente enlace es posible consultar el listado completo de programas emitidos por Aragón TV a lo largo de sus más de diez años. Desde sus inicios en 2006, la televisión autonómica aragonesa ha producido más de 180 espacios.

### Formatos exportados
Son varios los espacios creados por o para la televisión autonómica de Aragón que, debido a su éxito dentro de la comunidad, han sido vendidos o adaptados a nivel nacional:
- X la cara: concurso con formato de quiz show producido por Factoría Plural para Aragón TV y estrenado en abril de 2010. El programa fue adquirido y adaptado por CMM (Castilla La-Mancha), Telemadrid, Canal Extremadura y TVG.
- La serie de docuficción Grupo 2 Homicidios. Producida también por Factoría Plural, es emitida por primera vez en Aragón TV el 28 de diciembre de 2016. Tras el éxito cosechado a nivel autonómico, Mediaset España adquirió los derechos del formato para su emisión en Cuatro.
- El último show, primera serie original de ficción de Aragón TV creada por Álex Rodrigo. La gran acogida y elogios recibidos por parte de la crítica propició su adquisición por parte de HBO España para incluirla en su catálogo. También ha sido emitida por TV3', TVG, EiTB, TPA, RTVC, Canal Sur y Canal Extremadura.

## Instalaciones

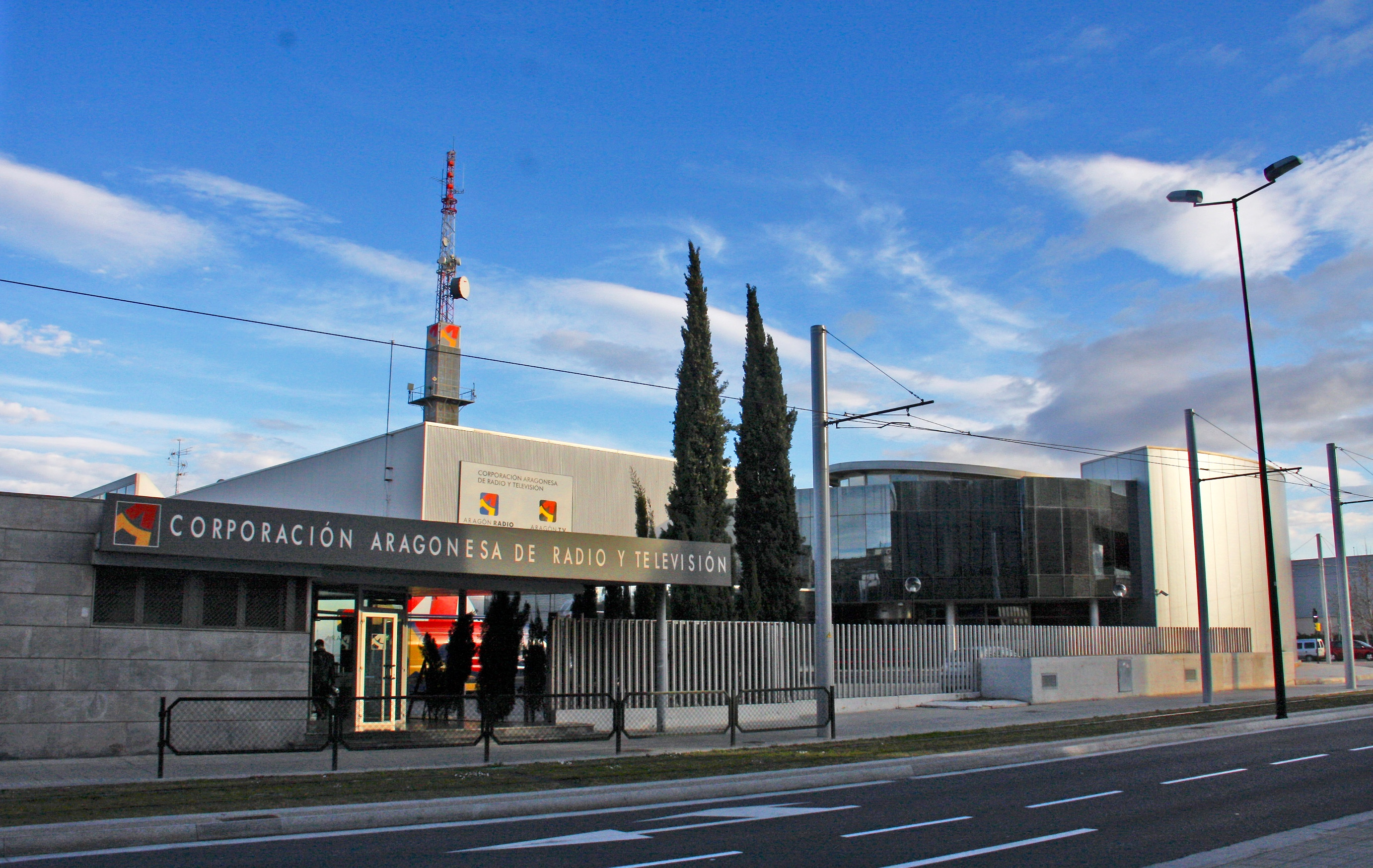
Sede de Aragón TV y Aragón Radio en Zaragoza

La sede central de la radio y televisión aragonesa se ubica en Zaragoza, dentro del barrio del Actur y próximo al centro de la ciudad, 
concretamente en la calle María Zambrano.
Denominado durante años como Centro de Producción Audiovisual (CPA), fue construido en 1992 y reformado en 2005 con motivo de la puesta a punto de la televisión autonómica. Las instalaciones cuentan con 4 estudios: el plató 1 (315 m2), plató 2 (630 m2), plató 3 (antigua redacción y decorado de Aragón Noticias, reformado durante 2022 y 2023 para albergar de manera definitiva el nuevo plató de los servicios informativos, con un espacio tras la reforma de 330m2) y el plató 4 (120 m2, virtual). El edificio acoge también la redacción de informativos, oficinas, salas de reunión y el Auditorio José Luis Borau, entre otros.
CARTV cuenta también con delegaciones en Huesca, Teruel y Madrid.

## Audiencias
En la siguiente tabla se desglosa el histórico de audiencias de la cadena. Pese a iniciar sus emisiones en abril de 2006, Aragón TV no empezaría a medir su audiencia y cuota de pantalla hasta octubre del mencionado año:
| Año  | Enero | Febrero | Marzo | Abril | Mayo  | Junio | Julio | Agosto | Septiembre | Octubre | Noviembre | Diciembre | Media anual |
| ---- | ----- | ------- | ----- | ----- | ----- | ----- | ----- | ------ | ---------- | ------- | --------- | --------- | ----------- |
| 2006 |       |         |       | -     | -     | -     | -     | -      | -          | -       | 4,7%      | 4,7%      | 4,7%        |
| 2007 | 5,2%  | 5,6%    | 6%    | 6,5%  | 6,4%  | 6,7%  | 5,7%  | 7,3%   | 7%         | 8,7%    | 7,5%      | 7,6%      | 6,7%        |
| 2008 | 8,7%  | 8%      | 8%    | 7,9%  | 7,4%  | 8,2%  | 9,3%  | 9,2%   | 9,7%       | 10,5%   | 9,2%      | 9,9%      | 8,8%        |
| 2009 | 10,8% | 10,1%   | 10%   | 9%    | 9%    | 9,5%  | 9,5%  | 8,9%   | 8%         | 10,2%   | 9,8%      | 9,5%      | 9,6%        |
| 2010 | 9,7%  | 9,9%    | 9,6%  | 8,9%  | 8,5%  | 8,2%  | 7,4%  | 8,8%   | 8,8%       | 12,4%   | 9,5%      | 10%       | 9,4%        |
| 2011 | 10,2% | 10,3%   | 10,6% | 10,7% | 9,6%  | 9,7%  | 10,3% | 11,3%  | 11,6%      | 13,2%   | 11,3%     | 10%       | 10,7%       |
| 2012 | 10,9% | 11,5%   | 11,7% | 11,6% | 10,9% | 10,2% | 10,9% | 10%    | 10,7%      | 12,9%   | 11,4%     | 11,3%     | 11,3%       |
| 2013 | 11,3% | 10,9%   | 11,1% | 11,2% | 10,7% | 11,4% | 12%   | 13,1%  | 11,3%      | 13,7%   | 11,1%     | 11,3%     | 11,5%       |
| 2014 | 11,6% | 11,6%   | 11,3% | 11,5% | 11%   | 10,6% | 10,6% | 11,9%  | 11,1%      | 12,9%   | 11%       | 11%       | 11,3 %      |
| 2015 | 10,3% | 12%     | 10,7% | 10,1% | 9,1%  | 10,6% | 10,4% | 10,7%  | 9,6%       | 12,4%   | 9,6%      | 9,6%      | 10,4%       |
| 2016 | 9,6%  | 10,5%   | 10,2% | 9%    | 8,5%  | 8%    | 8,2%  | 8,3%   | 7,9%       | 10%     | 8,4%      | 8,4%      | 9%          |
| 2017 | 9%    | 8,9%    | 8,9%  | 8,4%  | 7,3%  | 7,8%  | 7,7%  | 7,9%   | 7,6%       | 9,3%    | 7,8%      | 8,5%      | 8,3%        |
| 2018 | 8,3%  | 8,5%    | 7,8%  | 8%    | 8,2%  | 7,8%  | 8%    | 8%     | 7,9%       | 10,6%   | 8,4%      | 8,6%      | 8,3%        |
| 2019 | 8,8%  | 8,4%    | 8,8%  | 8,8%  | 8,7%  | 8,5%  | 8,3%  | 8,5%   | 8,2%       | 10,5%   | 8,4%      | 9,2%      | 8,8%        |
| 2020 | 9,4%  | 8,7%    | 9,5%  | 9,0%  | 8,2%  | 8,4%  | 8,9%  | 9,3%   | 10%        | 9,8%    | 9,7%      | 10,5%     | 9,3%        |
| 2021 | 10,9% | 10,2%   | 9,8%  | 9,8%  | 10,3% | 10,2% | 9,8%  | 10,3%  | 10,3%      | 10,8%   | 11,0%     | 11,4%     | 10,5%       |
| 2022 | 11,3% | 11,0%   | 10,3% | 10,6℅ | 9,9%  | 10,5% | 10%   | 9,9%   | 9,9%       | 12,7%   | 10,3%     | 10,1%     | 10,6%       |
| 2023 | 11,5% | 11,7%   | 10,8% | 12,1% | 11%   | 11,1% | 11,3% | 10,8%  | 11,6%      | 13,6%   | 11,3%     | 11,5%     | 11,6%       |
| 2024 | 11,9% | 11,2%   | 10,8% | 11,5% | 11,4% | 11,3% | 10,4% | 10,4%  | 11,6%      | 14,2%   | 11,6%     | 12,5%     | 11,6%       |

## Premios y reconocimientos
- Pequeños pero no invisibles: Premio Iris de la Academia de la TV 2010, categoría mejor programa de entretenimiento autonómico.
- Aragón Noticias 1: Premio Iris de la Academia de la TV 2012, categoría mejor informativo autonómico.
- Oregón TV: 
  1. Premio Iris de la Academia de la TV 2013, categoría mejor programa de entretenimiento autonómico.
  2. Premio Pello Sarasola 2016 como mejor programa de las televisiones autonómicas.
- Unidad Móvil: Premio Iris de la Academia de la TV 2014 como Mejor programa de actualidad autonómico.
- Zarrios: Premio Iris de la Academia de la TV 2014 como Mejor programa de entretenimiento autonómico.
- Cuidate+: Premio Periodístico SEC-FEC 2016 (Sociedad Española de Cardiología).[8]
- Aragón TV: Premio Medialover 2017 como Mejor iniciativa informativa (categoría de televisión).
- Desmontando a Goya: Accésit en la XX Edición de los Premios Iris de la Academia de la TV.
- El Viaje:
  1. Premio Iris de la Academia de la TV 2019, categoría mejor programa autonómico.
  2. Premio Pello Sarasola 2019 como mejor programa de las televisiones autonómicas.
- Premio Augusto Especial Entidad por el apoyo de Aragón TV al Audiovisual aragonés (otorgado por el Festival de Cine de Zaragoza en su XXIV edición de 2019).
- El Último Show: Premio del FesTVal de Vitoria 2020.